# Si Ma Cai
Si Ma Cai là một huyện miền núi biên giới thuộc tỉnh Lào Cai, Việt Nam.

## Địa lý
Huyện Si Ma Cai nằm ở phía đông bắc tỉnh Lào Cai, cách thành phố Lào Cai chừng 95 km, có vị trí địa lý:
- Phía đông giáp huyện Xín Mần, tỉnh Hà Giang
- Phía tây giáp huyện Mường Khương
- Phía nam giáp huyện Bắc Hà
- Phía bắc giáp huyện Mã Quan thuộc châu Văn Sơn, tỉnh Vân Nam của Trung Quốc.

Huyện Si Ma Cai có diện tích 234,54 km², dân số năm 2004 là 26.753 người, gồm 11 dân tộc trong đó chủ yếu là người H'Mông (chiếm 82,52%), Nùng (chiếm 12,25%), La Chí (chiếm 0,75%), Cờ Lao (chiếm 3,98%), Phù Lá (chiếm 0,09%), Kinh (chiếm 0,28%).

## Hành chính
Huyện Si Ma Cai có 10 đơn vị hành chính cấp xã trực thuộc, bao gồm thị trấn Si Ma Cai (huyện lỵ) và 9 xã: Bản Mế, Cán Cấu, Lùng Thẩn, Nàn Sán, Nàn Sín, Quan Hồ Thẩn, Sán Chải, Sín Chéng, Thào Chư Phìn.

## Lịch sử